# New York Days
New York Days ist ein Studioalbum des italienischen Jazztrompeters und Komponisten Enrico Rava. Es wurde im Februar 2008 aufgenommen und am 30. Januar 2009 durch das Label ECM Records als Doppel-LP (ECM 2064, 179 7340) und als CD (ECM Records ECM 2064, 177 2715) veröffentlicht.

## Hintergrund
Rava spielt hier, anders als auf den meisten Produktionen der letzten Jahrzehnte, nicht mit einer italienischen Combo. Vielmehr traf er beim Studiotermin in den New Yorker Avatar Studios auf die amerikanischen Musiker Mark Turner, Larry Grenadier und Paul Motian, zu denen sich sein Pianist Stefano Bollani gesellte. Beworben wurde die Formation es als neues transatlantisches Quintett unter der Leitung des italienischen Trompeters Rava und als erster ECM-Auftritt des Tenorsaxophonisten Mark Turner. Rava hob in einem Interview hervor, dass es ein großes Gefühl sei, wieder in New York zu weilen.

## Titelliste
1. Lulù – 9:33
2. Improvisation I (Bollani, Grenadier, Motian, Rava, Turner) – 4:24
3. Outsider – 6:17
4. Certi Angoli Segreti – 10:55
5. Interiors – 10:42
6. Thank You, Come Again – 7:05
7. Count Dracula – 3:20
8. Luna Urbana – 7:39
9. Improvisation II (Bollani, Grenadier, Motian, Rava, Turner) – 7:52
10. Lady Orlando – 5:31
11. Blancasnow – 4:22

Soweit nicht anders angegeben, stammen alle Kompositionen von Rava.

## Rezeption
Das Album wurde international durchweg positiv aufgenommen. Der Allmusic bewertete das Album zwar nur mit 3½ von 5 Sternen; Reviewer Richard Mortifoglio sah darin aber dennoch eines der herausragenden Alben des Jahres 2009 und lobte die Bezüge zu „klassischer“ Filmmusik mit «Noir»-Reminiszenzen, etwa Miles Davis Fahrstuhl zum Schafott oder Gato Barbieris letzten Tango in Paris. Zusammen mit einer hochkarätigen Besetzung schaffe Rava eine regengetränkte, schwarz-weiße Stadtfantasie in einem  gut produzierten, 77-minütigen Album mit stimmungsvollen Originalen.
Thomas Fitterling, der New York Days für Rondo  besprach, stellte fest, dass Rava hier „zu einem Großmeister der Entschleunigung geworden“ sei, der mit einer kongeniale Formation umgeben sei. Ihn erinnerte das Album einerseits an die Filmmusik zu Fahrstuhl zum Schafott, andererseits an die feinnervig offenen Aufnahmen von Miles Smiles oder Sorcerer, wobei es statt der High-Speed- und High-Energy-Spielweise der Davis-Combo zu einer grandiose Reduktion und Entschleunigung gekommen sei, die neue, wunderbare Strukturen in der Tektonik dieser Musik erlebbar gemacht habe. „Dieses Album ist das aktuelle und konkrete Geschenk einer Sternstunde der Musikproduktion im Hier und Jetzt.“
Das Audio-Magazin in Deutschland legte den Focus noch deutlicher auf das Zusammenspiel zwischen Bandleader und den Mitmusikern: "Mit welch’ hochkontrollierter Kraft und Herrlichkeit der Trompeter Rava allerdings Mark Turner (Tenorsax), Larry Grenadier (Bass), Paul Motian (Drums) und Stefano Bollani (Piano) zu kammerjazziger Grandezza führt, ist sensationell."
Auch Chris Jones betonte in seiner Besprechung von New York Days für die BBC Ravas Begegnung mit den amerikanischen Musikern, die das Beste seit langem aus ihm herausgeholt habe. Hier sorge die Verschmelzung von Europa (wenn auch stark der Lower East Side verpflichtet) und den USA für eine weitaus gehaltvollere Kost. So scheine sich Mark Turners Tenor in die DNA von Rava einzuklinken, was die beiden freien Stücke, „Improvisation I“ und „Improvisation II“, erstaunlich telepathisch mache. Turners gehauchten Coltrane-Anklängen gebe Rava immer genügend Raum, ohne sich jemals von der Gruppendynamik zu entfernen. Auch Paul Motians Vermögen, die Dinge genau im richtigen Moment zu treffen, lasse das Ganze immer so frei schweben, wie es bei einem so lyrischen und stimmungsvollen Werk wie diesem nötig sei. Rava spiele mit einer mühelosen Anmut, die bei Bedarf von lässig bis gefährlich dunkel reiche. „Alles in allem mag dies zunächst wie ein typisches, geschmackvolles ECM-Album klingen, aber in seinem Kern birgt es einige geniale Überraschungen. Bitte mehr.“
Egal, ob nun von Rava oder dem Produzent Eicher vorgeschlagen: Die Formation auf New York Days sei eine inspirierte Gruppierung. Motian habe mit Rava und Bollani bereits auf Tati (2005) zusammengearbeitet, was aber eine gleichberechtigte Angelegenheit gewesen war. Mit Ausnahme der beiden Improvisationen handele es sich nun um Kompositionen von Rava, und das verleihe  dem Album einen größeren stilistischen Fokus. Das Material ist jedoch breit gefächert und reicht vom dunkel getönten, europäischen Impressionismus von „Interiors“ bis hin zu „Thank You, Come Again“, das in seinem harmonischen Ansatz und seinem sanften Swing eher auf der westlichen Seite des Atlantiks angesiedelt ist.